# Beauvain
Beauvain est une commune française, située dans le département de l'Orne en région Normandie, peuplée de 265 habitants.

## Géographie
Ce village du Passais est situé en pays d'Andaine, dans le bocage normand, sur la ligne de partage des eaux entre l'Atlantique et la Manche.
Le bourg de Beauvain est situé sur trois communes qui se touchent : 
- Beauvain,
- La Ferté-Macé (lieu-dit les Près Beauvain),
- Magny-le-Désert (lieu-dit la Lamberdière).

### Hydrographie
La commune est traversée par la ligne de partage des eaux entre les bassins hydrographiques Seine-Normandie et Loire-Bretagne. Elle est drainée par la Rouvre, le ruisseau de Beaudouit, le ruisseau de la Petitière, le ruisseau du Moulinet et divers autres petits cours d'eau,.
La Rouvre, d'une longueur de 46 km, prend sa source dans la commune  et se jette  dans l'Orne à Mesnil-Villement, après avoir traversé 17 communes. 
Deux plans d'eau complètent le réseau hydrographique : l'étang de la Lande Forêt, d'une superficie totale de 2,7 ha (1,11 ha sur la commune) et l'étang du Moulin à Tan, d'une superficie totale de 0,9 ha (0,64 ha sur la commune),.

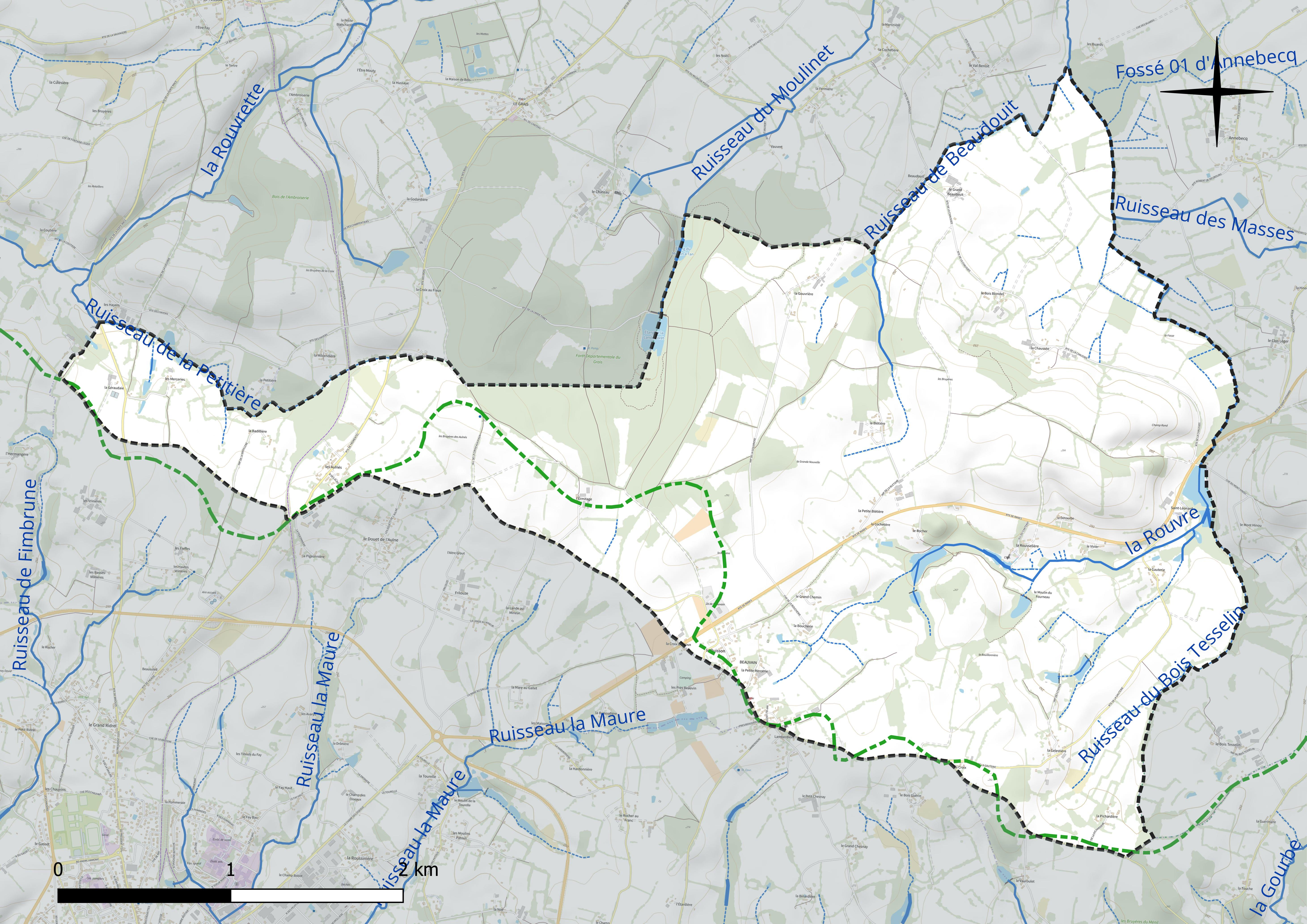
Réseau hydrographique de Beauvain.

### Climat
Pour des articles plus généraux, voir Climat de la Normandie et Climat de l'Orne.
En 2010, le climat de la commune est de type climat océanique altéré, selon une étude du CNRS s'appuyant sur une série de données couvrant la période 1971-2000. En 2020, Météo-France publie une typologie des climats de la France métropolitaine dans laquelle la commune est exposée à un climat océanique et est dans la région climatique Normandie (Cotentin, Orne), caractérisée par une pluviométrie relativement élevée (850 mm/a) et un été frais (15,5 °C) et venté. Parallèlement le GIEC normand, un groupe régional d’experts sur le climat, différencie quant à lui, dans une étude de 2020, trois grands types de climats pour la région Normandie, nuancés à une échelle plus fine par les facteurs géographiques locaux. La commune est, selon ce zonage, exposée à un « climat contrasté des collines », correspondant au Bocage normand, bien arrosé, voire très arrosé sur les reliefs les plus exposés au flux d’ouest, et frais en raison de l’altitude.
Pour la période 1971-2000, la température annuelle moyenne est de 10 °C, avec une amplitude thermique annuelle de 13,6 °C. Le cumul annuel moyen de précipitations est de 908 mm, avec 13,7 jours de précipitations en janvier et 7,7 jours en juillet. Pour la période 1991-2020, la température moyenne annuelle observée sur la station météorologique la plus proche, située sur la commune de Briouze à 11 km à vol d'oiseau, est de 10,9 °C et le cumul annuel moyen de précipitations est de 920,5 mm,. Pour l'avenir, les paramètres climatiques de la commune estimés pour 2050 selon différents scénarios d’émission de gaz à effet de serre sont consultables sur un site dédié publié par Météo-France en novembre 2022.

## Urbanisme

### Typologie
Au 1er janvier 2024, Beauvain est catégorisée commune rurale à habitat très dispersé, selon la nouvelle grille communale de densité à sept niveaux définie par l'Insee en 2022.
Elle est située hors unité urbaine. Par ailleurs la commune fait partie de l'aire d'attraction de La Ferté Macé, dont elle est une commune de la couronne,. Cette aire, qui regroupe 17 communes, est catégorisée dans les aires de moins de 50 000 habitants,.

### Occupation des sols
L'occupation des sols de la commune, telle qu'elle ressort de la base de données européenne d’occupation biophysique des sols Corine Land Cover (CLC), est marquée par l'importance des territoires agricoles (90,3 % en 2018), une proportion identique à celle de 1990 (90,3 %). La répartition détaillée en 2018 est la suivante : 
terres arables (40,3 %), prairies (39,5 %), zones agricoles hétérogènes (10,5 %), forêts (8,3 %), zones urbanisées (1,4 %). L'évolution de l’occupation des sols de la commune et de ses infrastructures peut être observée sur les différentes représentations cartographiques du territoire : la carte de Cassini (XVIIIe siècle), la carte d'état-major (1820-1866) et les cartes ou photos aériennes de l'IGN pour la période actuelle (1950 à aujourd'hui).

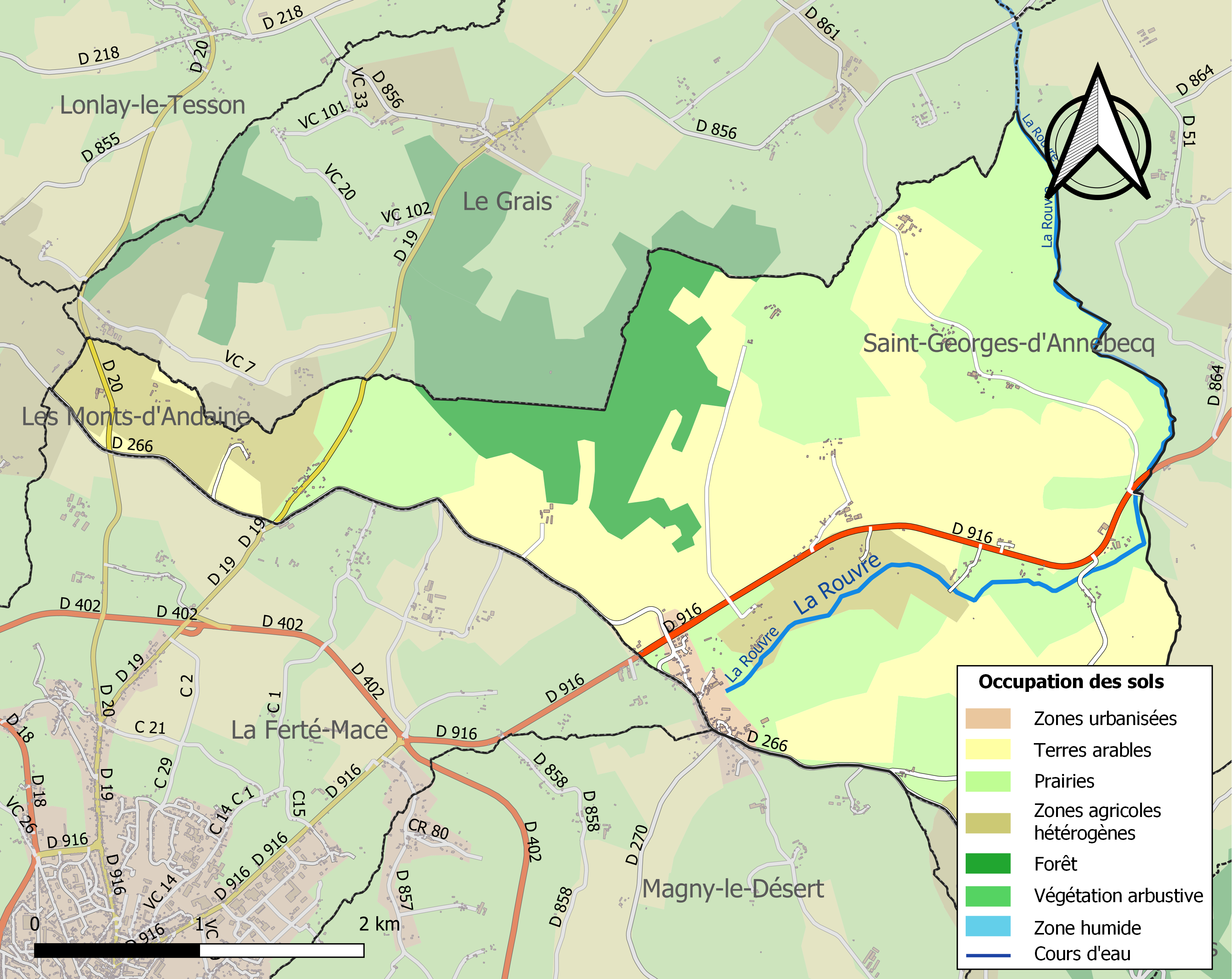
Carte des infrastructures et de l'occupation des sols de la commune en 2018 (CLC).

## Toponymie
Le nom de la localité est attesté sous la forme Belvano en 1099.
On y trouve la racine gauloise bel (« clair »), appliquée souvent à des défrichements forestiers, et l'élément -vain  /  -vin(t) / -vingt qui peut évoquer vangr (champ), mais également le vieux norrois vin, "prairie".

## Histoire
En 1099, une charte fait part de la donation de l'église de Beauvain aux moines de l'abbaye de Saint Julien de Tours, par Guigon de la Marre à son retour de croisade.
À cette époque la paroisse de Beauvain dépend directement de la baronnie de la Ferté-Macé; Guigon tient cette église de son seigneur Robert de La Ferté. Guignon souhaite y établir une foire avec l'autorisation du duc Guillaume.
En 1160, le vidimus d'Henri II Plantagenet confirme cette même donation.
En 1656, un certain Jacques Le Maire, écuyer, sieur du Mesnil est trésorier de la Confrérie du Rosaire, érigée dans l'église de Beauvain.

## Politique et administration
| Période                                  | Période   | Identité          | Étiquette | Qualité                |
| ---------------------------------------- | --------- | ----------------- | --------- | ---------------------- |
| ?                                        | mars 2008 | Jean-Marie Fourel | SE        | Agriculteur            |
| mars 2008                                | En cours  | Eugène Châtel     | SE        | Agriculteur (retraité) |
| Les données manquantes sont à compléter. |           |                   |           |                        |

## Démographie
L'évolution du nombre d'habitants est connue à travers les recensements de la population effectués dans la commune depuis 1793. Pour les communes de moins de 10 000 habitants, une enquête de recensement portant sur toute la population est réalisée tous les cinq ans, les populations de référence des années intermédiaires étant quant à elles estimées par interpolation ou extrapolation. Pour la commune, le premier recensement exhaustif entrant dans le cadre du nouveau dispositif a été réalisé en 2008.
En 2022, la commune comptait 265 habitants, en évolution de −0,38 % par rapport à 2016 (Orne : −3,21 %, France hors Mayotte : +2,11 %).
| 1793 | 1800 | 1806 | 1821 | 1836 | 1841 | 1846 | 1851 | 1856 |
| ---- | ---- | ---- | ---- | ---- | ---- | ---- | ---- | ---- |
| 700  | 795  | 787  | 760  | 825  | 836  | 828  | 842  | 776  |

| 1861 | 1866 | 1872 | 1876 | 1881 | 1886 | 1891 | 1896 | 1901 |
| ---- | ---- | ---- | ---- | ---- | ---- | ---- | ---- | ---- |
| 717  | 691  | 641  | 586  | 501  | 508  | 512  | 480  | 427  |

| 1906 | 1911 | 1921 | 1926 | 1931 | 1936 | 1946 | 1954 | 1962 |
| ---- | ---- | ---- | ---- | ---- | ---- | ---- | ---- | ---- |
| 402  | 390  | 322  | 345  | 309  | 272  | 300  | 292  | 272  |

| 1968 | 1975 | 1982 | 1990 | 1999 | 2006 | 2008 | 2013 | 2018 |
| ---- | ---- | ---- | ---- | ---- | ---- | ---- | ---- | ---- |
| 240  | 212  | 177  | 166  | 253  | 274  | 280  | 263  | 275  |

| 2022 | - | - | - | - | - | - | - | - |
| ---- | - | - | - | - | - | - | - | - |
| 265  | - | - | - | - | - | - | - | - |

## Lieux et monuments
- Château de Beauvain.

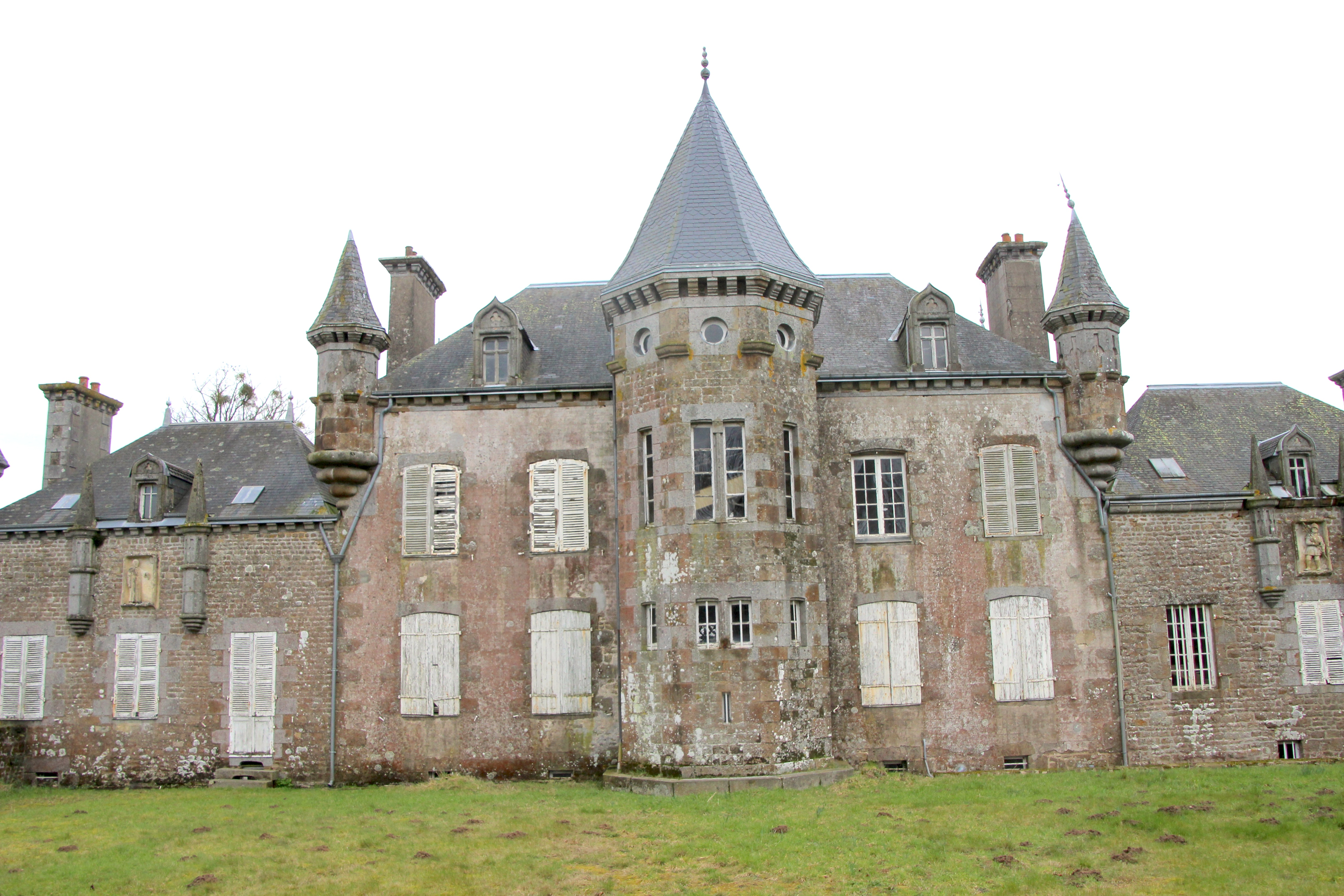
Château de Beauvain.

- Manoir de la Rousselière : la terre de la Rousselière a appartenu de temps immémorial à la famille Héron ; dès 1439 Robert Héron, prêtre, en était propriétaire. À la fin du XVIIe siècle, Perrine Héron, héritière de Jacques Héron curé de Rânes, l'apporta en mariage à Pierre Hameau, sieur du Marais ; le fils de ce dernier, sieur du Haut Plessis, la vendit en 1753 (voir aussi l'histoire du logis Pinson à La Ferté-Macé).
- Le Logis. François-Côme du Bois-Tesselin fut mis par son frère Jacques-Constantin à la Haute Justice de Joué-du-Bois en qualité de Bailli. Il devint également sénéchal des terres et seigneurie du marquisat de Rânes. Après avoir habité Magny-le-désert pendant 12 ans, fort de ses succès et d'une carrière honorable et lucrative, il se fit bâtir un vaste logis au bourg de Beauvain en 1781 et vint s'y fixer l'année suivante. La révolution interrompit cette ascension[28].
- Église du XVIe au XIXe siècle.

## Personnalités liées à la commune
- Jacques Marie François de Thiboult du Puisact (1756-1834), soldat dans l'armée de Condé, homme politique, ancien maire, député, conseillé général[29].
- Le Président Coty et son épouse, s'installent au Manoir de La Geraudaie le temps de leur cure à Bagnoles en août 1954[30].